# Klosterbergestraße

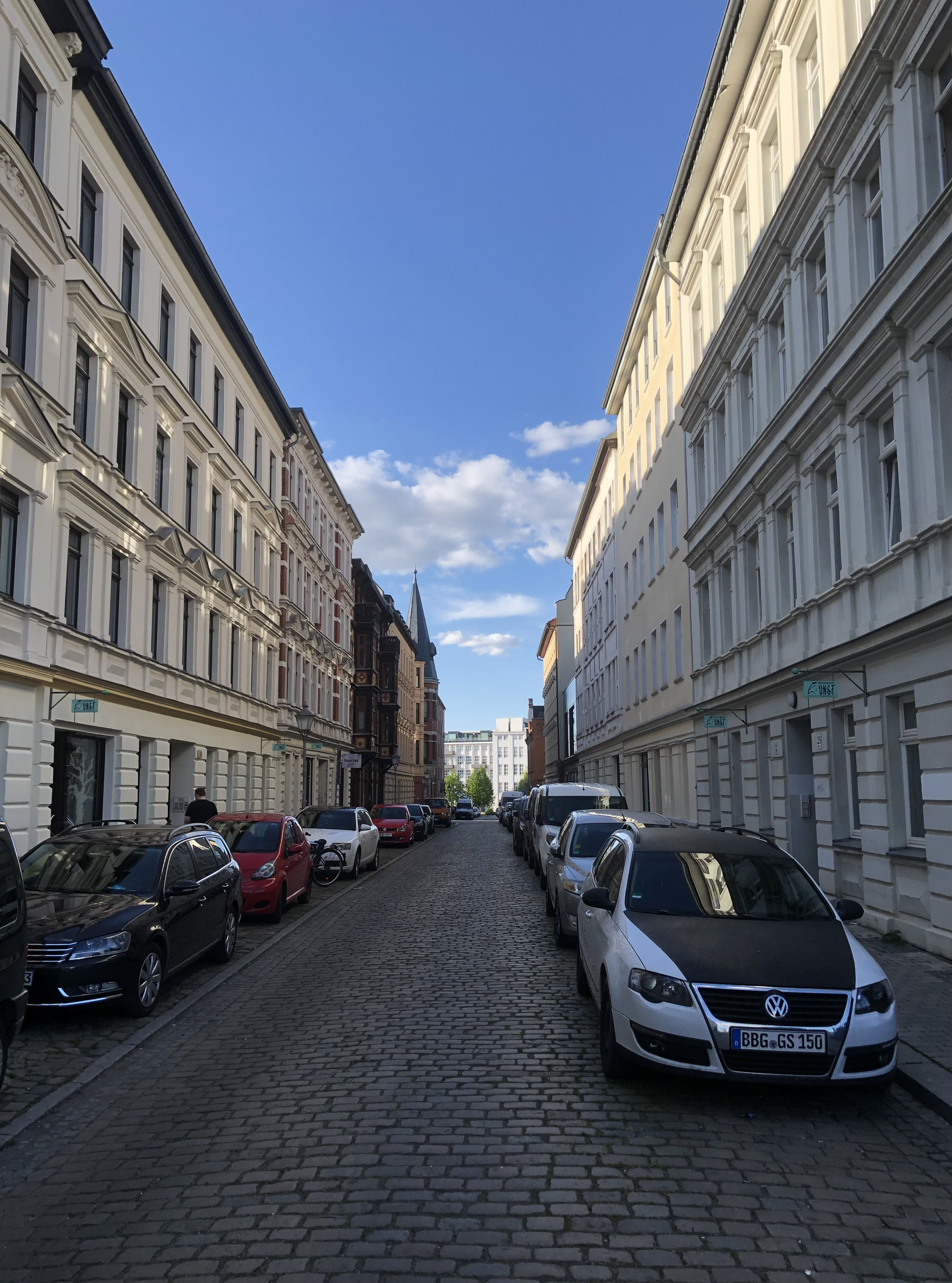
Klosterbergestraße; Blick von Süden, 2022

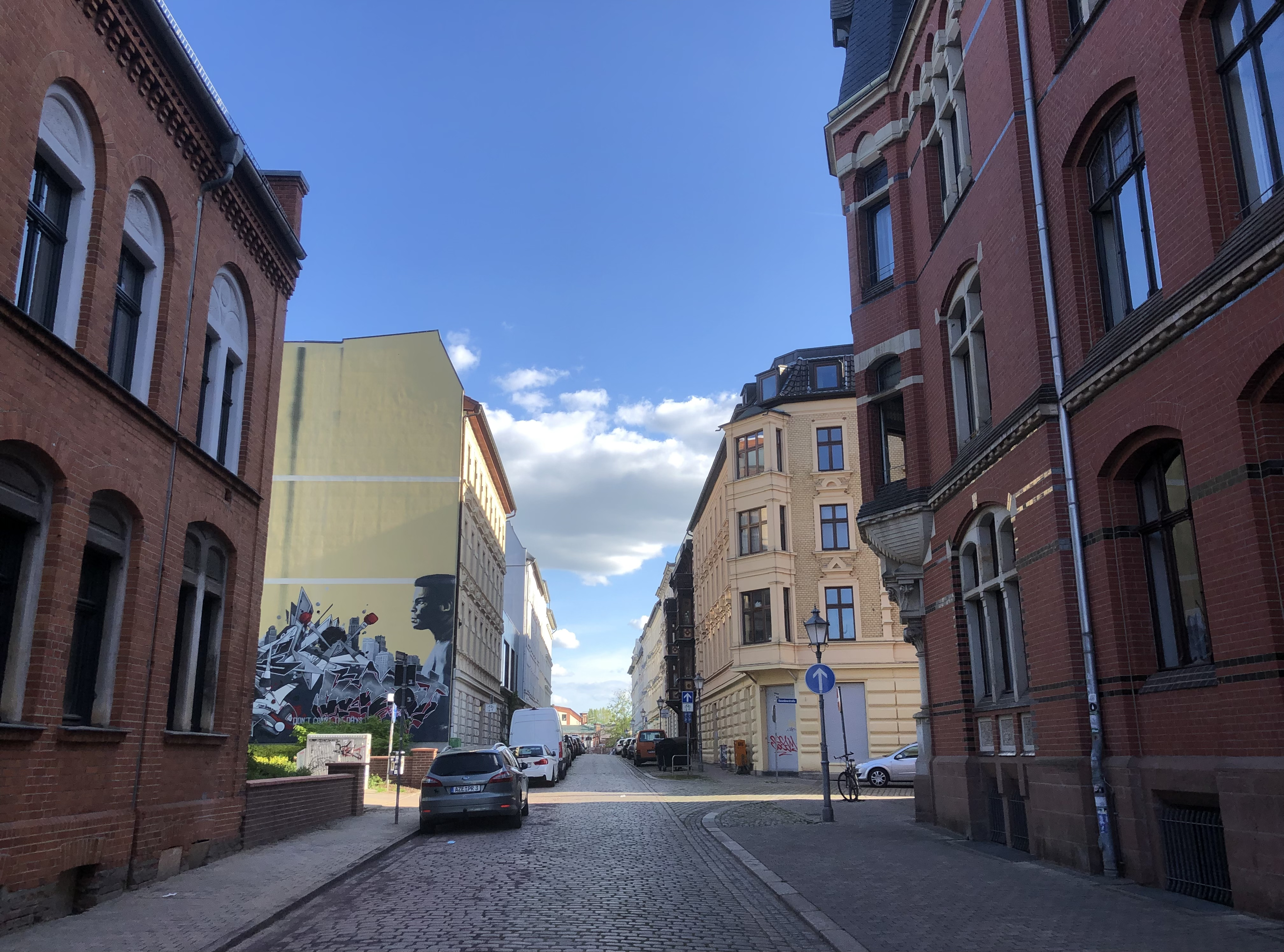
Blick nach Süden, rechts die Einmündung der Basedowstraße

Die Klosterbergestraße ist eine Straße in Magdeburg in Sachsen-Anhalt. Unter der Bezeichnung Klosterbergestraße 13, 16-28, 30 ist der südliche Teil der Straße im Denkmalverzeichnis als Denkmalbereich eingetragen.

## Lage
Die Straße befindet sich im Magdeburger Stadtteil Buckau und verläuft von der Einmündung der Warschauer Straße auf die Schönebecker Straße im Norden in südliche Richtung bis zur Coquistraße. Im nördlichen Teil der Straße geht der Klosterberge-Privatweg nach Westen ab. Etwa in der Mitte des Straßenverlaufs mündet von Westen der gleichfalls denkmalgeschützte Straßenzug der Basedowstraße ein. Zum Denkmalbereich gehören auch die Einzeldenkmale Klosterbergestraße 13, 16, 17, 18, 20, 22, 24, 25, 26, 28 und 30. Zeitweise war auch das Fabrikareal der Magdeburger Armaturenwerke, die Klosterbergestraße 7, 8, 9, 10, 11 und das Wohnhaus Klosterbergestraße 19 denkmalgeschützt.

## Architektur und Geschichte
Die Straße entstand in den 1880er und 1890er Jahren im Zuge der Industrialisierung Buckaus. Westlich befand sich das Gelände der Maschinen- und Armaturenfabrik vormals C. Louis Strube, östlich das Werksgelände von Schäffer & Budenberg. Die gründerzeitliche Bebauung entstand als viergeschossige Blockrandbebauung aus Wohnhäusern mit bescheidenen bis mittleren Ansprüchen. Die straßenseitigen Fassaden sind dabei im Stil der Neorenaissance, des Neobarocks und des Eklektizismus gestaltet und üppig verziert. An der Einmündung der Basedowstraße besteht das zur Basedowstraße gehörende Gebäude der Strubesche Stiftung, das durch einen neogotischen Turm das Straßenbild in besonderer Weise prägt. Mit dem Verlust der oberen Geschosse des Hauses Klosterbergestraße 19, etwa Anfang der 2010er Jahre, wurde die bis dahin bestehende Geschlossenheit der gründerzeitlichen Bebauung beeinträchtigt.
Der Straßenname nimmt auf das ursprünglich etwas weiter nördlich befindliche Kloster Berge Bezug.
Im örtlichen Denkmalverzeichnis ist der Straßenzug unter der Erfassungsnummer 094 17836 als Denkmalbereich verzeichnet.
Die Straße gilt als Beispiel der engen Verflechtung von Wohn- und Industriebereichen in der Gründerzeit.
Im Jahr 2010 wurde vor dem Haus Klosterbergestraße 30 ein Stolperstein für Ernst Wille verlegt.